# Rhantus intermedius
Rhantus intermedius är en skalbaggsart som beskrevs av Michael Balke 1993. Rhantus intermedius ingår i släktet Rhantus och familjen dykare. Inga underarter finns listade i Catalogue of Life.